# Saúl Antonio Padua
Pour les articles homonymes, voir Padua.
Saúl Antonio Padua Rodríguez, né le 29 juillet 1992 à San Antonio del Tequendama, est un athlète colombien spécialisé en course en montagne et en skyrunning. Il est notamment adepte du kilomètre vertical, étant vice-champion de la discipline aux championnats du monde de skyrunning 2016. Il est le fils de Saúl Padua, également coureur en montagne.

## Biographie
À 5 ans déjà, il accompagne son père lors de ses entraînements et prend goût à la course à pied. Il accompagne ensuite son père lors de ses voyages en Europe pour participer aux courses de montagne afin de décrocher des primes.
En 2009, il termine deuxième de la catégorie junior à la course d'escalier de la Tour Colpatria. Il remporte ensuite la victoire chez les juniors dans plusieurs courses de montagne en Suisse telles que la course du Cervin, le semi-marathon d'Aletsch ou encore Montreux-Les-Rochers-de-Naye. Il se révèle sur la scène internationale en 2010. Il remporte la course junior à Sierre-Zinal sur le parcours Chandolin-Zinal en battant le record du parcours. Il remporte également la victoire au Mini Giir di Mont devant les élites et devant notamment le champion du monde Lucio Fregona.
Le 11 septembre 2011, il s'élance sur l'épreuve junior masculine des championnats du monde junior de course en montagne à Tirana. Il tient tête aux coureurs turcs et s'empare des commandes de la course mais se fait finalement doubler par Adem Karagöz dans la descente finale. Il remporte la médaille d'argent.
En 2012, il passe dans la catégorie senior. Il termine deuxième de la course d'escalier de la Tour Colpatria et deuxième du Dolomites Kilometer Vertical devant Kílian Jornet.
En 2013, il remporte le kilomètre vertical du Mont-Blanc, en battant à nouveau Kílian Jornet.
Il termine quatrième en kilomètre vertical lors des championnats du monde de skyrunning 2014.
Le 5 mai 2016, il s'élance sur le Kilometro Vertical Transvulcania, première manche de la catégorie verticale de Skyrunner World Series. Annoncé comme l'un des favoris, il tient son rang et s'impose en 48 min 43 s, battant de 40 secondes le Tchèque Ondřej Fejfar. Le 22 juillet, il s'élance sur l'épreuve du kilomètre vertical des championnats du monde de skyrunning à La Vall de Boí. Il effectue une solide pour remporter la médaille d'argent derrière le Norvégien Stian Angermund-Vik. 
En octobre 2016, il est victime de problèmes au genou dus à un kyste méniscal. Il se fait opérer en janvier 2017 et reprend la compétition en mai 2017. Mais les douleurs reviennent dans le pied et les tendons au genou, le forçant à réduire son activité.
Après sa mise au repos forcée en 2017, il une effectue une année de récupération en 2018, loin des grands événements et en prenant part à quelques courses en Colombie. En 2019, il fait son retour en course en montagne en Suisse où il remporte à nouveau la victoire à Neirivue-Moléson et à la course Montreux-Les-Rochers-de-Naye.

## Palmarès
| no  | masculin           | Course                              | Longueur | Départ          | Temps           |
| --- | ------------------ | ----------------------------------- | -------- | --------------- | --------------- |
| 1re | Médaille d'or      | Mini Giir Di Mont                   | 20 km    | 25 juillet 2010 | 1 h 38 min 1 s  |
| 1re | Médaille d'or      | Course Montreux-Les-Rochers-de-Naye | 18,8 km  | 10 juillet 2011 | 1 h 29 min 21 s |
| 3e  | Médaille de bronze | Kilomètre vertical Chiavenna-Lagùnc | 3,3 km   | 17 juillet 2011 | 32 min 35 s     |
| 3e  | Médaille de bronze | SkyRace Valmalenco-Valposchiavo     | 16 km    | 10 juin 2012    | 1 h 22 min 17 s |
| 1re | Médaille d'or      | Neirivue-Moléson                    | 10,6 km  | 18 juin 2012    | 1 h 1 min 36 s  |
| 2e  | Médaille d'argent  | Semi-marathon d'Aletsch             | 21,1 km  | 24 juin 2012    | 1 h 35 min 58 s |
| 2e  | Médaille d'argent  | Kilomètre vertical Chiavenna-Lagùnc | 3,3 km   | 15 juillet 2012 | 31 min 41 s     |
| 2e  | Médaille d'argent  | Dolomites Vertical Kilometer        | 2,4 km   | 20 juillet 2012 | 33 min 52 s     |
| 1re | Médaille d'or      | SkyRace Valmalenco-Valposchiavo     | 32 km    | 9 juin 2013     | 2 h 7 min 29 s  |
| 1re | Médaille d'or      | Kilomètre vertical du Mont-Blanc    | 3,8 km   | 28 juin 2013    | 34 min 34 s     |
| 1re | Médaille d'or      | Course Montreux-Les-Rochers-de-Naye | 18,8 km  | 7 juillet 2013  | 1 h 29 min 31 s |
| 1re | Médaille d'or      | KM Vertical La Bobia                | 4 km     | 15 mars 2014    | 32 min 32 s     |
| 1re | Médaille d'or      | Neirivue-Moléson                    | 10,6 km  | 16 juin 2014    | 1 h 2 min 13 s  |
| 1re | Médaille d'or      | Course Montreux-Les-Rochers-de-Naye | 18,8 km  | 6 juillet 2014  | 1 h 28 min 43 s |
| 4e  | 4e                 | Marathon du Mont-Blanc              | 42 km    | 28 juin 2015    | 4 h 3 min 3 s   |
| 1re | Médaille d'or      | Course Montreux-Les-Rochers-de-Naye | 18,8 km  | 5 juillet 2015  | 1 h 30 min 49 s |
| 3e  | Médaille de bronze | Dolomites Vertical Kilometer        | 2,4 km   | 17 juillet 2015 | 34 min 3 s      |
| 1re | Médaille d'or      | Pacifik Trail                       | 50 km    | 30 août 2015    | 4 h 50 min 10 s |
| 1re | Médaille d'or      | Merrell Trail Tour                  | 42 km    | 27 avril 2016   | 4 h 16 min 33 s |
| 1re | Médaille d'or      | Kilometro Vertical Transvulcania    | 7,6 km   | 5 mai 2016      | 48 min 43 s     |
| 3e  | Médaille de bronze | Kilometro Vertical Transvulcania    | 7,6 km   | 11 mai 2017     | 50 min 41 s     |
| 2e  | Médaille d'argent  | Kilometro Vertical Alto de Letras   | 5,0 km   | 20 juillet 2018 | 47 min 40 s     |
| 1re | Médaille d'or      | Neirivue-Moléson                    | 10,6 km  | 16 juin 2019    | 58 min 46 s     |
| 1re | Médaille d'or      | Course Montreux-Les-Rochers-de-Naye | 18,8 km  | 7 juillet 2019  | 1 h 27 min 52 s |
| 1re | Médaille d'or      | Course Montreux-Les-Rochers-de-Naye | 17,5 km  | 4 juillet 2021  | 1 h 24 min 47 s |
| 2e  | Médaille d'argent  | Neirivue-Moléson                    | 10,6 km  | 19 juin 2022    | 1 h 1 min 15 s  |
| 3e  | Médaille de bronze | Course Montreux-Les-Rochers-de-Naye | 18,8 km  | 3 juillet 2022  | 1 h 30 min 38 s |
| 3e  | Médaille de bronze | Course Montreux-Les-Rochers-de-Naye | 18,8 km  | 7 juillet 2024  | 1 h 28 min 54 s |
| 3e  | Médaille de bronze | Course Montreux-Les-Rochers-de-Naye | 18,8 km  | 22 juin 2025    | 1 h 39 min 19 s |

### Championnats du monde de skyrunning
| Épreuve / Édition  | Chamonix 2014 | La Vall de Boí 2016 |
| ------------------ | ------------- | ------------------- |
| Kilomètre vertical | 4e            | Argent              |

Légende :
- : première place, médaille d'or
- : deuxième place, médaille d'argent
- : troisième place, médaille de bronze
- — : n'a pas participé à cette épreuve